# Реактивный момент
Реактивный момент — это явление, возникающее во время вращения воздушного винта, обуславливающее стремление накренить самолёт или развернуть вертолет в противоположную от своего вращения сторону. Из-за реактивного момента, возникает асимметрия при поперечном управлении самолётом. Он же, является одной из причин неуправляемого разворота самолёта вбок в начале разбега. 

## Описание
Реактивный момент проявляется в соответствии с реакцией воздуха на приложенную к нему такую силу, с которой винт воздействовал на воздух. Для компенсации этого эффекта, могут применять соосную систему с двумя винтами, малый хвостовой "рулевой" винт. В самолётах, реактивный момент компенсируют вращением винтов в разные стороны, либо изменением положения элеронов или рулей высоты. 